# میدان امام خمینی (تهران)

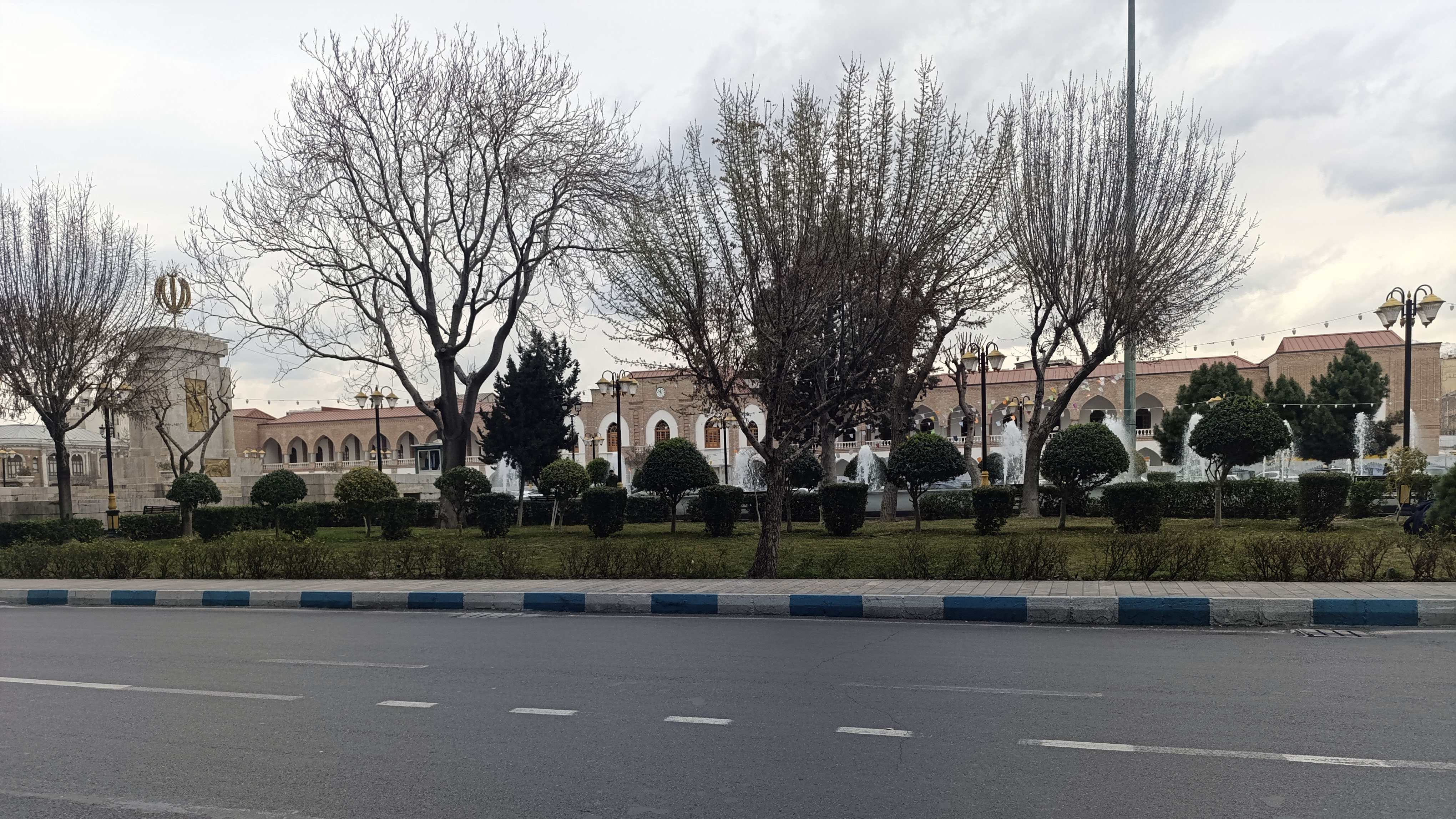
نمای کنونی میدان توپخانه

میدان امام خمینی که پیش از انقلاب ۱۳۵۷ ایران با نام های رسمی میدان توپخانه و میدان سپه نامیده می‌شد، یکی از میدان‌های تاریخی و مرکزی شهر تهران است. این میدان در سال ۱۲۸۴ هجری قمری و در اواسط دوره ناصرالدین‌شاه ساخته شد و ساختمان‌های گرداگرد آن بارها تخریب و نوسازی شده‌اند. میدان توپخانه از گذشته‌های دور مرکز حمل و نقل و ترافیک شهر تهران و همچنین محل گرده‌همایی‌های اعتراضی و همچنین اعدام برخی از محکومان نامی و فعالان سیاسی بوده‌است.
این میدان هم‌اکنون کانون اداری و تجاری تهران به‌شمار می‌رود.
این میدان محل تقاطع خیابان‌های اصلی و کلیدی شهر تهران است، به گونه‌ای که خیابان‌های لاله‌زار و فردوسی، به‌ترتیب از شمال شرق و شمال غرب؛ از غرب خیابان امام خمینی؛ از شرق، خیابان امیرکبیر (چراغ برق)؛ خیابان‌های باب‌همایون، و ناصرخسرو به‌ترتیب از جنوب غرب، و جنوب شرق، به این میدان می‌پیوندند.

## تاریخچه

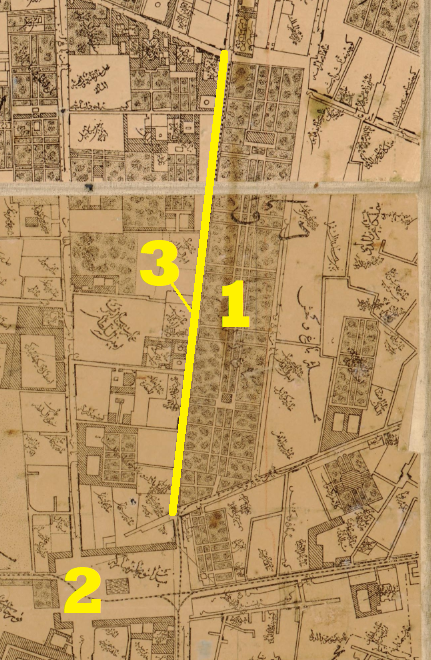
بخشی از نقشه قدیمی دار الخلافهٔ ناصری طهران. ۱) باغ لاله زار ۲) میدان توپخانه ۳) خیابان لاله‌زار

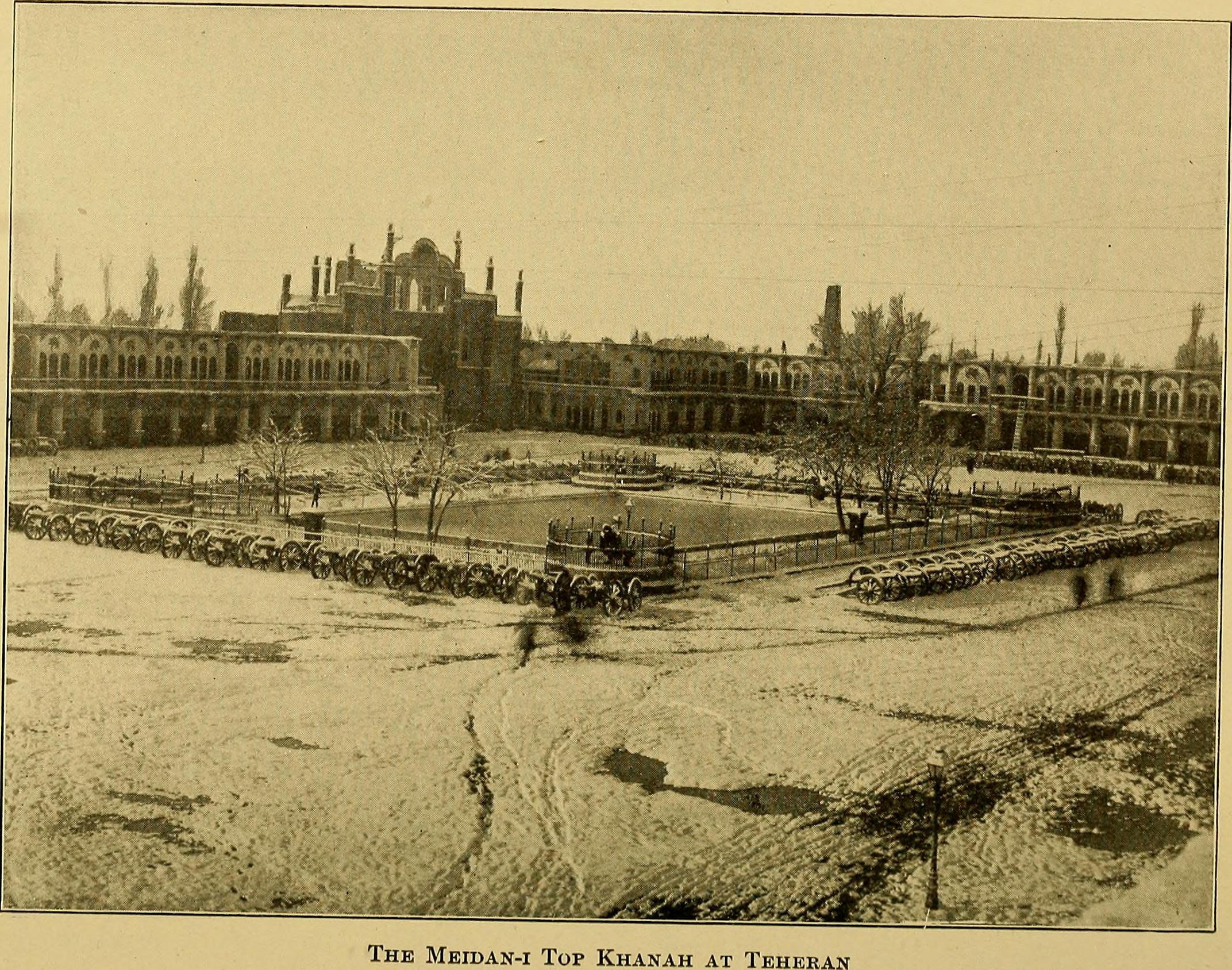
میدان توپخانه و توپ‌های اطراف حوض در سال ۱۹۰۶ میلادی (۱۲۸۵ خورشیدی)

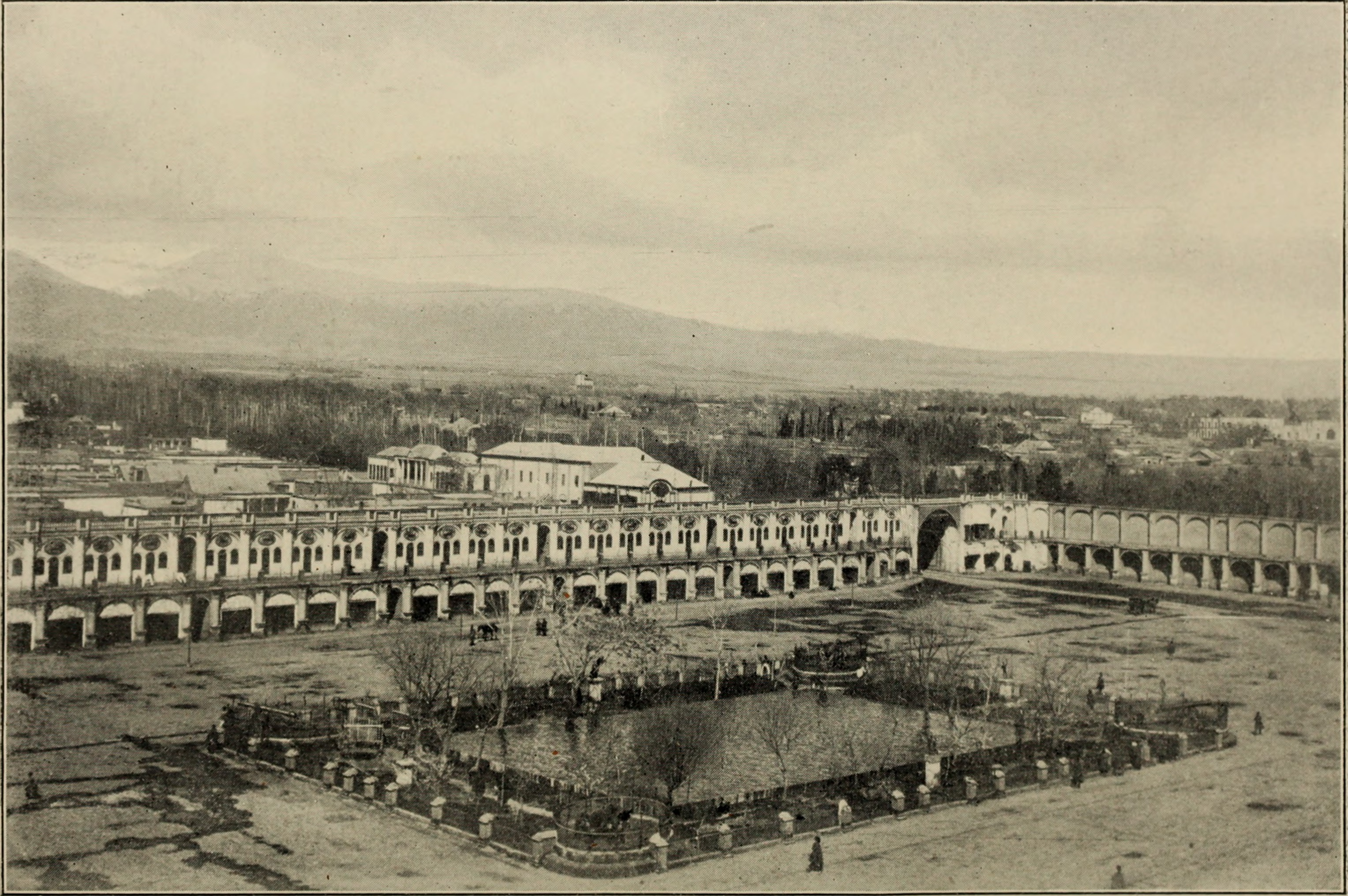
میدان توپخانه در دوره قاجار

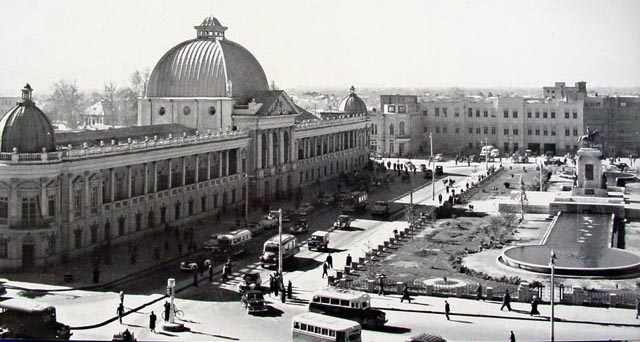
ساختمان تلگرافخانه در دهه سی خورشیدی

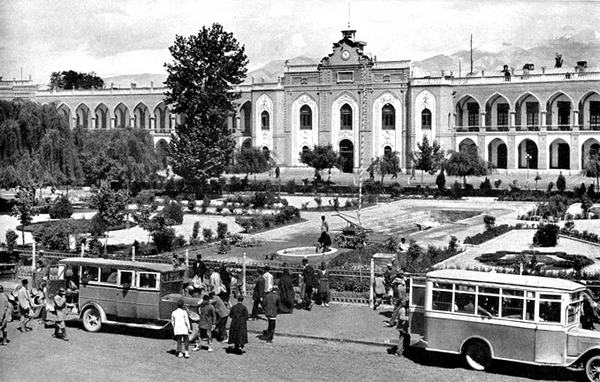
ساختمان شهرداری و میدان توپخانه در دهه سی خورشیدی

میدان توپ‌خانه دارای پهنایی نزدیک به ۱۱۰ متر و درازای تقریباً ۲۲۰ متر و چهارگوش مستطیلی است که دقیقاً از تناسبات توصیه شده در دوره نوزایی (رنسانس) و باروک پیروی می‌کند.
کار ساخت میدان توپ‌خانه در سال ۱۲۴۶ شمسی (برابر با سال ۱۲۸۴ قمری و سال ۱۸۶۷میلادی)، و به دستور میرزا تقی‌خان امیرکبیر، در زمینی مستطیل شکل و در بیابان شمالی میدان توپ‌خانه قدیم (میدان ارگ کنونی) آغاز شد. پیش از آن و از زمان فتحعلی‌شاه، این بیابان برای جایگیری توپ‌ها و توپ‌چی‌ها اختصاص داشت. معمار میدان محمدابراهیم‌خان آذربایجانی (دایی کامران‌ میرزا) بود. کار ساخت میدان ده سال به درازا انجامید و در سال ۱۲۹۴ قمری به دستور محمدحسن اعتمادالسلطنه پایان گرفت. این میدان از نخستین گذرگاه‌های تهران است که سنگ‌فرش و بعدها آسفالت شده‌است.
این خیابان در اوایل حکومت رضا شاه، به مناسبت ورود ملک فیصل اوّل پادشاه کشور عراق به تهران تمیز و آسفالت گردید. آسفالتی که از سردر الماسیه (ساختمان دارائی فعلی) یعنی انتهای خیابان باب همایون شروع و به میدان توپ‌خانه و اطراف آن ختم شد.
در گذر زمان ساختمان‌های گوناگونی در این میدان بر پا شده که در جای خود از مهم‌ترین مراکز دولتی به‌شمار می‌رفتند. در آغاز حصاری از ساختمان‌های دو طبقه طاق ضربی (همانند میدان نقش جهان) در چهارگوشه آن برای جای دادن ابزارهای جنگی و نیروهای وابسته به آن بنا شده بود. پس از تخریب این بنای یکنواخت و منظم اولیه، در سمت غرب میدان ساختمان نظمیه و در ضلع شرق آن ساختمان بانک شاهی ایران بر پا گردید. سپس در ضلع شمال ساختمان اداره بلدیه (ساختمان شهرداری) ساخته شد و پس از آن در جنوب میدان ساختمان تلگرافخانه بنا شد. آن گاه نظمیه دوباره تغییر شکل داد و تجدید بنا شد و در ضلع جنوب‌غربی میدان اداره عبور و مرور (راهنمایی و رانندگی) ساخته شد. سپس بانک شاهی تغییر شکل داده شد به جای بنای نخستین، ساختمان جدید بانک بازرگانی (بانک تجارت کنونی) بر پا شد. ساختمان تلگراف خانه نیز تخریب و به جای آن ساختمان بلندمرتبه وزارت پست و تلگراف و تلفن بنا شد. ساختمان بلدیه نیز که به شهرداری تغییر نام داده بود، تخریب گردید و جای آن به پایانه اتوبوسرانی شرکت واحد سپرده شد که در سال ۹۵ دوباره ساخت بلدیه تهران با نام جدید خانه شهر کلید خورد و پس از گودبرداری عظیم، این پروژه ۳ سال خوابید که با پیگیری و اخطار شورای شهر تهران در سال ۹۸ دوباره عملیاتی شد که تا انتهای سال ۱۴۰۰ افتتاح شود و سرانجام به جای اداره راهنمایی و رانندگی، ایستگاه متروی امام خمینی ساخته شد.
شواهد تاریخی در تهران نشان می‌دهد که میدان توپ‌خانه سه دوره دگرگونی را پشت سر نهاده‌است و در هر یک از این سه دوره، ساختمان‌ها و بناهای آن تخریب و ساختمان‌های تازه‌ای به جای آن‌ها بر پا شده‌است. با این وجود، سیمای تاریخی این میدان با بنای تلگراف‌خانه که معماری آن مشابه میدان حسن‌آباد تهران است، بیش از سیمای دیگر دوره‌ها در یادها مانده‌است.

### کاربری پیشین
میدان امام از بدو احداث، مرکزی برای تجمع، آتش‌بازی، مشق و رژه نظامی و همچنین اعدام محکومان بوده‌است. برخی بر این باورند که طراح میدان در هنگام طراحی آن به میدان نقش جهان اصفهان نیز نظر داشته‌است. در اوایل احداث میدان، چند عراده توپ غنیمتی شاه عباس صفوی از پرتغالی‌های جزیره هرمز در آن قرار داده شده بود. همچنین توپی به نام توپ مروارید که از ساخته‌های دوران فتحعلی‌شاه بود در میدان به نمایش گذاشته شده‌بود.
میدان توپخانه از نخستین گذرگاه‌های تهران است که سنگفرش شده و در دوره‌ای به عنوان نقطه پیوند میان بخش نوین و بخش کهن تهران قلمداد می‌شد.
با آغاز دگرگونی‌های شهرسازی نوین از میانه‌های دوره قاجار و به ویژه از دوره پهلوی، میدان توپ‌خانه بناهای نوینی مانند عمارت تلگرافخانه و پست‌خانه، بانک، بلدیه و نظمیه را در کنار خود می‌بیند. عناصری که از شاخصه‌های مدرنیته به‌شمار می‌رود و برای میدان توپخانه ناشناس است. از این مقطع به بعد میدان دارای کارکردی ویژه می‌شود، به گونه‌ای که با این دگردیسی‌ها این میدان بر آن است که چهرهٔ مدرن شده شهرهای ایرانی برای فرنگیان و خارجیانی که به ایران سفر می‌کنند فراهم آورد.

### گردهمایی‌ها و راهپیمایی‌های سیاسی و اجتماعی
در دوره مشروطه این میدان به دلیل نزدیکی به ارگ سلطنتی و نیز میدان بهارستان بارها محل تجمع مخالفان مشروطه بود و واقعه میدان توپخانه در این میدان رخ داد.
در سال‌های ملی شدن صنعت نفت ایران هم راهپیمایی‌ها و گردهمایی‌های بسیاری در این میدان انجام می‌شد.
در روزهای نزدیک به کودتای ۲۸ مرداد این میدان صحنه تظاهرات و میتینگ نیروهای مخالف شاه و هواداران مصدق بود. در همین روزها بود بود که تندیس رضاشاه در این میدان در روز ۲۶ مرداد ۱۳۳۲ برانداخته شد. پس از خروج محمدرضا پهلوی از کشور در جریان انقلاب ۱۳۵۷ مخالفان در این میدان تجمع کرده و تندیس رضاشاه را به زیر کشیدند. اما پایهٔ مجسمه با همان طراحی و نقوش (تقابل شهریار و شیر) پابرجا مانده و نگهدارندهٔ نشان رسمی جمهوری اسلامی است.
در جریان اعتراضات به نتایج انتخابات ایران در سال ۱۳۸۸ نیز این میدان محل راهپیمایی سکوت و گرده‌همایی شمار بسیار زیادی از معترضان در روز ۲۸ خرداد ۱۳۸۸ بوده‌است.
از مهم‌ترین اعدام‌های انجام گرفته در این میدان می‌توان به اعدام شیخ فضل‌الله نوری در مرداد ۱۲۸۸، صنیع حضرت، نایب حسین کاشی، اصغر قاتل، پزشک احمدی و هوشنگ ورامینی اشاره نمود.

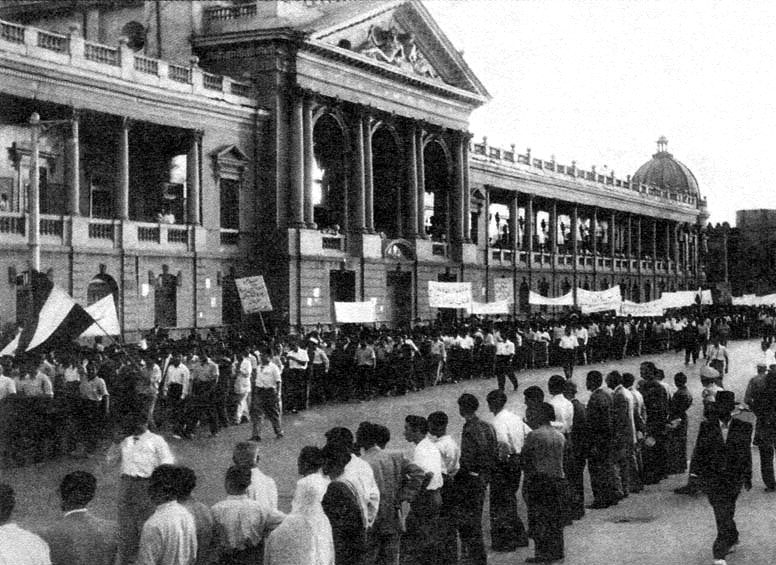
راهپیمایی هواداران ملی شدن صنعت نفت ایران
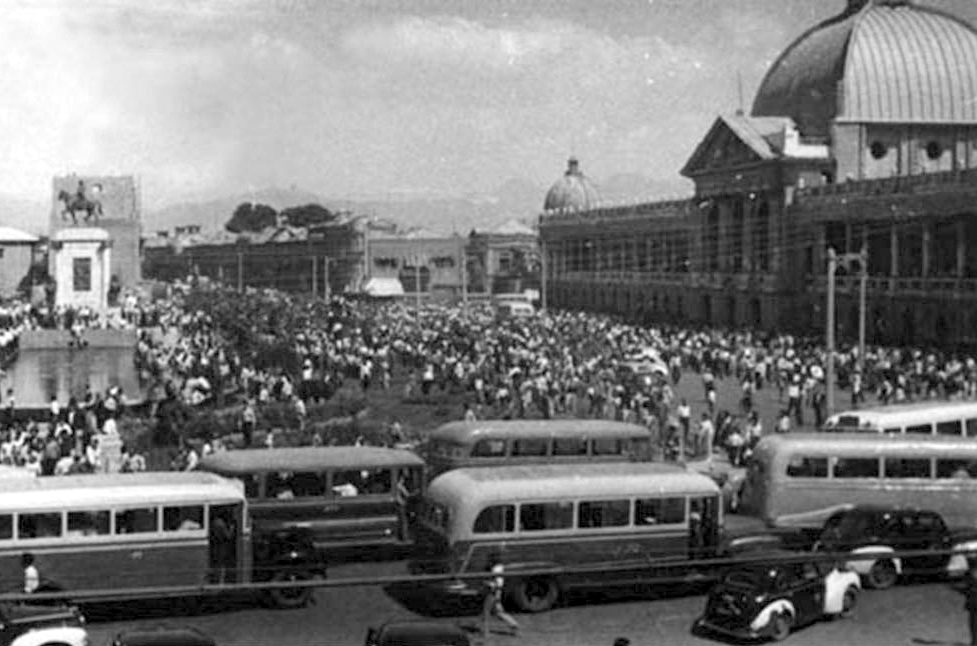
میتینگ حزب توده در مرداد ۱۳۳۲
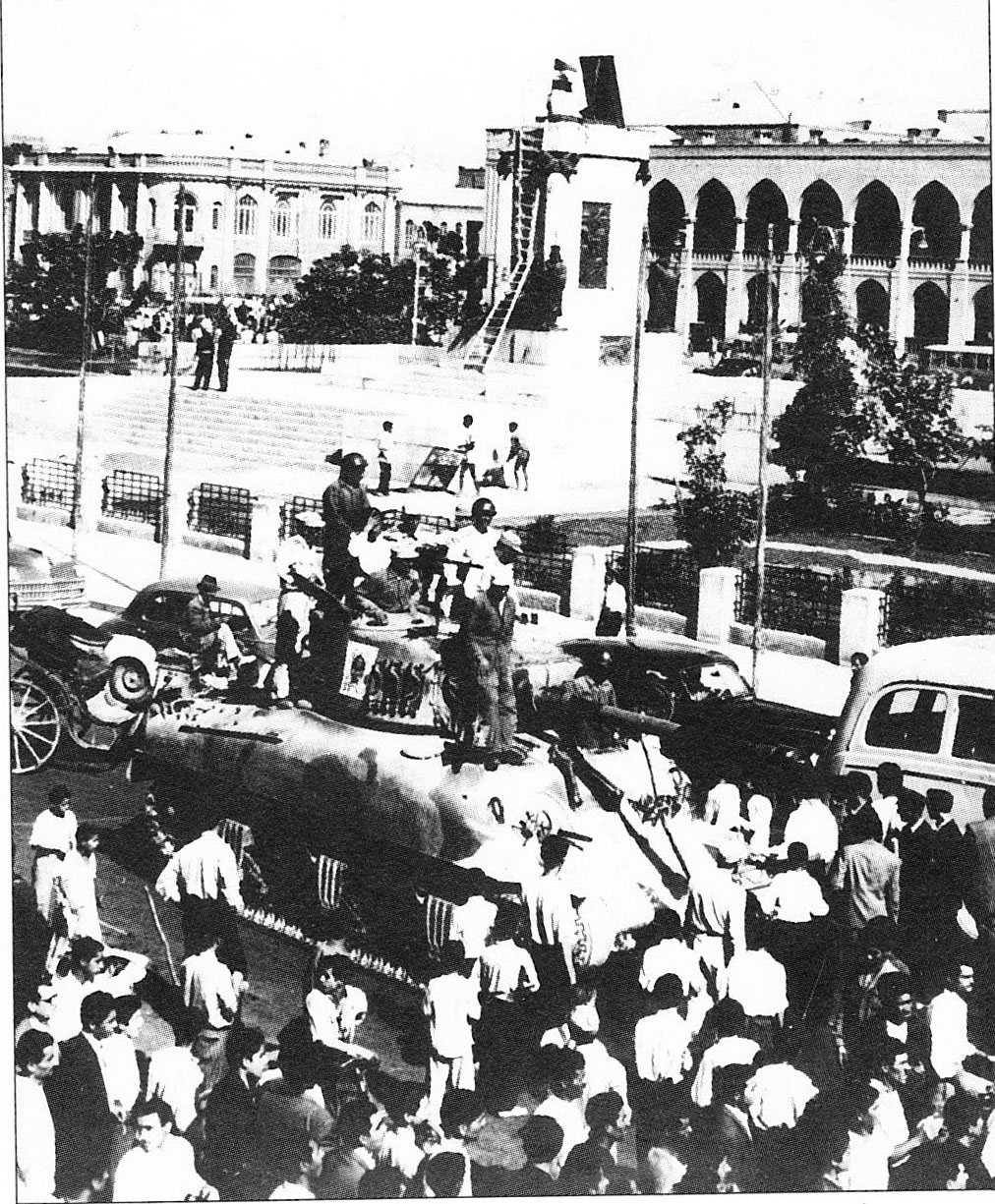
نصب عکس شاه به جای تندیس برانداخته‌شده در روز ۲۸ مرداد
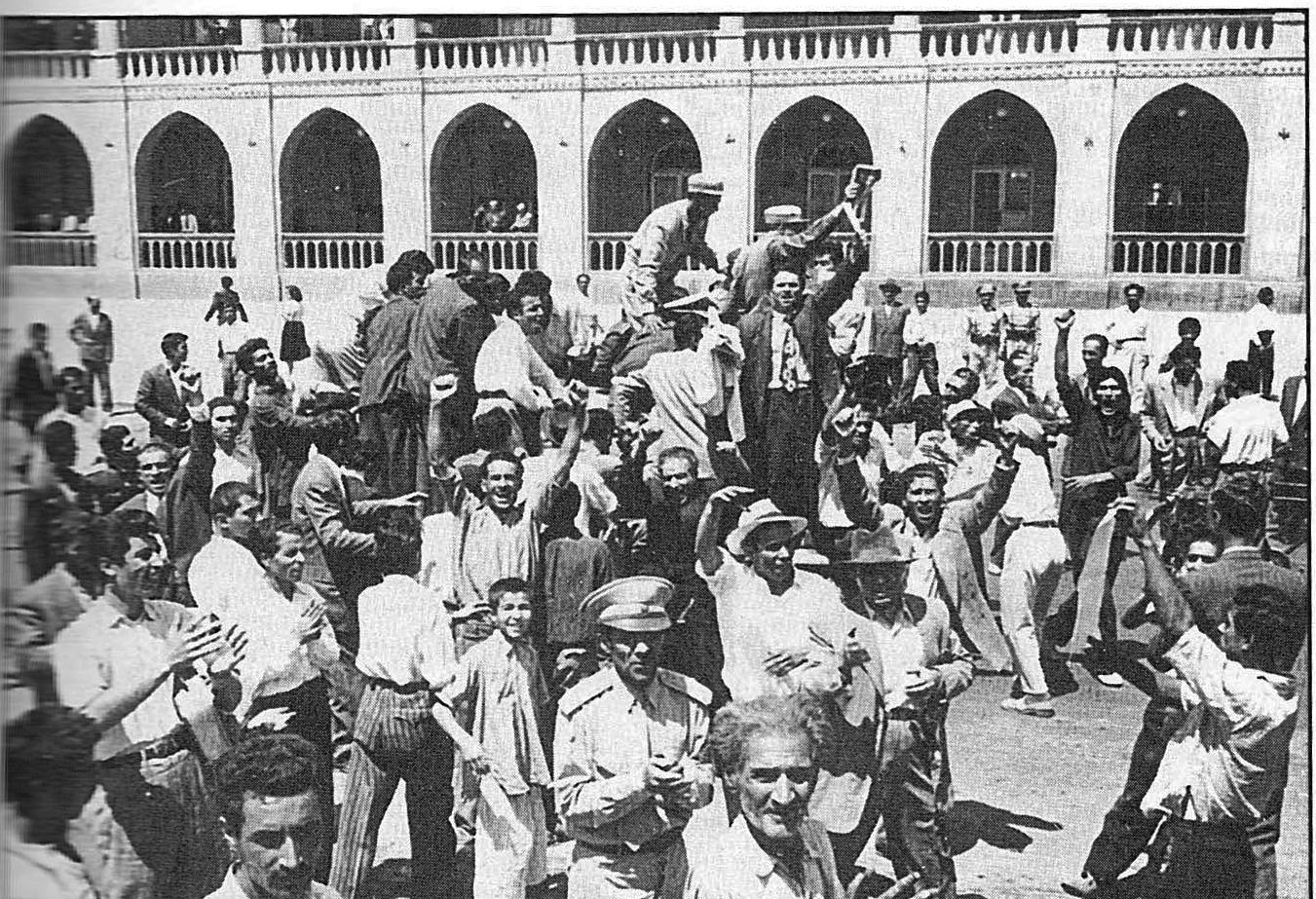
تظاهرات هواداران شاه در روز ۲۸ مرداد جلوی عمارت شهرداری
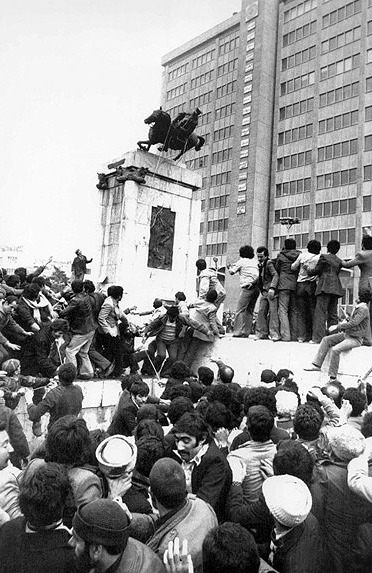
برانداختن تندیس رضاشاه در سال ۱۳۵۷
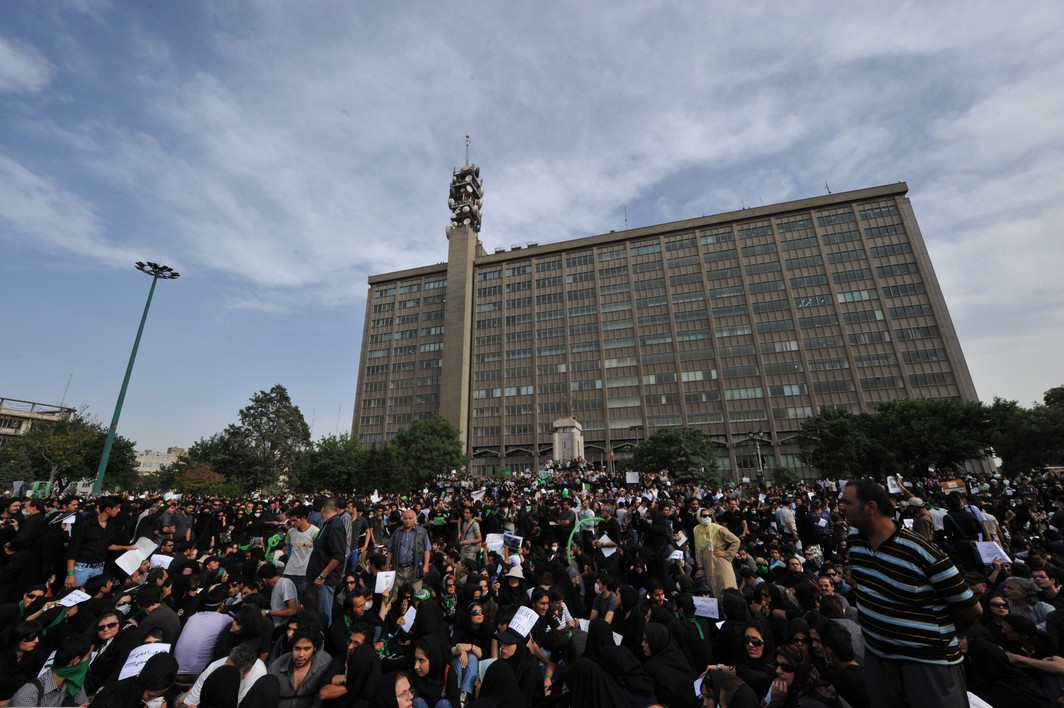
راهپیمایی سکوت هواداران جنبش سبز در میدان توپ‌خانه

## جایگاه
میدان امام خمینی در محدوده منطقه ۱۲ شهرداری تهران جای گرفته‌است. خیابان فردوسی در شمال غربی، خیابان لاله‌زار و خیابان اکباتان در شمال شرقی، خیابان امیرکبیر و خیابان ناصرخسرو در جنوب شرقی، خیابان باب‌همایون (الماسیه) در جنوب غربی و خیابان امام‌خمینی (خیابان سپه) در غرب، به میدان متصل می‌شوند.

### ساختمان‌های پیرامون

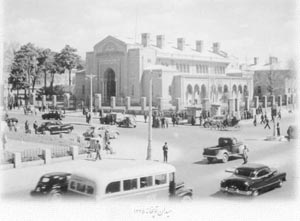
عکس قدیمی از ساختمان بانک شاهی ایران (ساختمان بانک تجارت کنونی) در بخش شرقی میدان

با وجودی که میدان در آغاز به‌گونه یکپارچه طراحی و ساخته شد، اما پس از احداث، دستخوش دگرگونی‌های بسیاری شد. ساختمان‌های بسیاری در پیرامون آن ساخته و سپس ویران شدند.
- ساختمان بانک تجارت یا بانک شاهی: در آغاز پس از تخریب بنای یکپارچه اولیه و در ضلع شرقی میدان توپخانه ساختمان بانک شاهی ایران، ساخته شد. این ساختمان بعدها با تغییراتی به بانک بازرگانی و سپس بانک تجارت تبدیل شد. از میان ساختمان‌های قدیمی این میدان تنها این بناست که همچنان پابرجا مانده‌است. این ساختمان در سازمان میراث فرهنگی، به عنوان اثری فاخر ثبت ملی شده‌است.
- ایستگاه مترو: در ضلع غرب نیز نخست ساختمان نظمیه ساخته شد که بعدها تخریب و نوسازی گردید. در ضلع جنوب غربی نیز ساختمان راهنمایی و رانندگی ساخته شد که در دوره بعد تخریب شد و ایستگاه مترو به جای آن بنا شد.
- ساختمان تلگرافخانه: در آغاز دوره رضا شاه در جنوب این میدان نخست ساختمان تلگرافخانه ساخته شد. این بنا نیز بعدها تخریب شد و وزارت پست و تلگراف و تلفن ساختمان ۱۴ طبقه‌ای را به جای آن ساخت با عنوان «مخابرات ایران» که امروزه بزرگ‌ترین ساختمان اطراف میدان است.[۳][۹]
- عمارت شهرداری: در سال ۱۳۰۰ خورشیدی ساختمان بلدیه (بعدها شهرداری تهران) در ضلع شمالی این میدان ساخته شد.[۱۶] در ضلع شمالی بنای شهرداری کوچه چهارمتری‌ای قرار داشت. با تخریب ساختمان شهرداری در سال ١٣۴٧ و پیوست شدن زمین شهرداری و کوچه پشت آن به میدان، مغازه‌هایی که قبلاً در این کوچه بودند به میدان مشرف شدند.[۹] ضلع شمالی میدان و مغازه‌های آن تا امروز به یادبود کوچه تخریب شده، «پشت شهرداری» نامیده می‌شوند.[۲][۱۷] این بنا اخیرا بازسازی شده است.
- ساختمان آتش‌نشانی: تازه‌ترین ساختمان احداثی در این میدان در کنار ایستگاه مترو، بنای ایستگاه آتش‌نشانی[۱۸] است.
- موزه استاد صنعتی: موزه آثار استاد علی‌اکبر صنعتی در ضلع غربی این میدان قرار دارد.

### وضع کنونی
بخشی از فروشگاه‌های ضلع شمالی میدان (پشت شهرداری) امروزه به کار فروش دستگاه‌های صوتی اتومبیل گرفته شده‌اند. اطراف باب همایون بورس فروش کت و شلوار بوده در سال ۹۵ پروژه ساخت ساختمان بلدیه تهران با نام خانه شهر توسط شهرداری تهران کلید خورد که تا سال ۹۸ بجر گودبرداری بسیار عظیم و خطرناک هیچ پیشرفتی نداشت سرانجام با پیگیری و اخطار شورای شهر تهران پروژه دوباره شروع به کار کرد و اکنون این پروژه روبه اتمام است و ضلع جنوبی میدان تقریباً به‌طور کامل توسط ساختمان بتنی ۱۴ طبقه مخابرات اشغال شده‌است. به واسطه انفجار یک بمب قوی در تاریخ ۱۲ اردیبهشت ۱۳۶۴ و تخریب ساختمان‌های اطراف، بخشی از این ضلع خالی از بناست. تلاش‌هایی صورت گرفته‌است تا تعدادی پارکینگ مکانیزه در ضلع شرق پایانه قورخانه ایجاد شود و فضای پارک کافی در محدوده به‌وجود آید.
به علاوه از جمله طرح‌ها برای تأمین فضای پارکینگ بهسازی پنج پارکینگ طبقاتی سعدی، پروانه، کریستال، ناصر خسرو، مولوی، پایانه قورخانه و بهشت خواهد بود. شورای شهر تهران در نظر دارد تا پروژه ساماندهی میدان توپخانه را به مسابقه بگذارد.

## طرح‌های بازسازی
این میدان از نماها و خاطره‌های سه دوره تاریخی قاجار، پهلوی اول و پهلوی دوم برخوردار است و بیشتر دگردیسی‌ها نیز در همین سه دوره رخ داده‌است. بازسازی این میدان و نمایش ارزش‌های هر سه دوره کار چندان آسانی نیست.
طرح بازسازی دوباره این ساختمان در چند سال پیش مطرح بوده‌است. از جمله در سال ۱۳۸۳ طرح بازسازی بدنه‌های شمالی و جنوبی میدان توپخانه تهران در کمیسیون ماده پنج شهرداری تهران به تصویب رسید و قرار بود که با جابجایی پایانه اتوبوس شهری از محل پیشین ساختمان بلدیه و ساخت راه زیرگذر پیاده‌رو از ایستگاه مترو به سوی خیابان فردوسی با احیای بدنه‌های تاریخی این میدان، سیمای تاریخی دوره پهلوی اول بازسازی شود. در سال ۱۳۹۱ نیز طرح احیای نقش فرهنگی- گردشگری میدان توپخانه مطرح شد.

### طرح ساماندهی میدان امام خمینی
در مردادماه سال ۱۳۹۳ شورای شهر تهران طرحی یک فوریتی را برای ساماندهی «کهن‌ترین میدان پایتخت» یعنی میدان امام خمینی به همراه ۲۹ میدان دیگر به تصویب رساند. طرح ساماندهی این میدان در راستای جداسازی سطوح خدماتی، ترافیکی و پیاده‌راهی انجام می‌پذیرد و از چشم‌انداز دیگر طرح به‌گونه‌ای به اجرا در می‌آید که بناهای تاریخی آن در ضلع غربی و جنوب غربی و شرقی نمایان شود. مساحت کل این پروژه در حدود ۳۰۸۴۰ مترمربع است. اهداف اجرای این طرح عبارتند از:
1. باز زنده‌سازی و باز شناساندن نقش میدان توپخانه با رویکرد احیای بافت تاریخی
2. احیای فضای باز شهری سرزنده با قابلیت مکث طولانی در حضور شهروندان
3. پذیرایی و ساماندهی حضور فعالیت گردشگران داخلی و خارجی حاضر در مرکز شهر تهران
4. ایجاد فضای تنفس بافت متراکم پیرامون خود در مرکز شهر
5. واگذاری نقش گذرگاهی و ارتباطی ترافیکی به شریان‌های پیرامونی
6. بالا بردن نقش این میدان برای تبدیل شدن به یکی از مقاصد اصلی گردشگران در تهران

#### خانه شهر
با گذشت نیم سده از ویرانی ساختمان بلدیه، در فروردین ۱۳۹۴ در راستای انجام پروژه «طرح ساماندهی میدان امام خمینی» عملیات اجرایی ساخت دوباره ساختمان بلدیه در میدان توپخانه با همان شکل و نما آغاز شد. در طرح ساماندهی میدان توپخانه ساختمانی به سیمای عمارت بلدیه تهران (ساختمان شهرداری تهران) به نام خانه شهر در بخش شمالی میدان ساخته می‌شود. این ساختمان ۱۸هزار مترمربعی قرار است با کاربری فرهنگی در چهار طبقه (دو طبقه زیرزمین و دو طبقه روی زمین) در زمینی به مساحت ۴۵۰۰ مترمربع بر پا گردد.

## نگارخانه

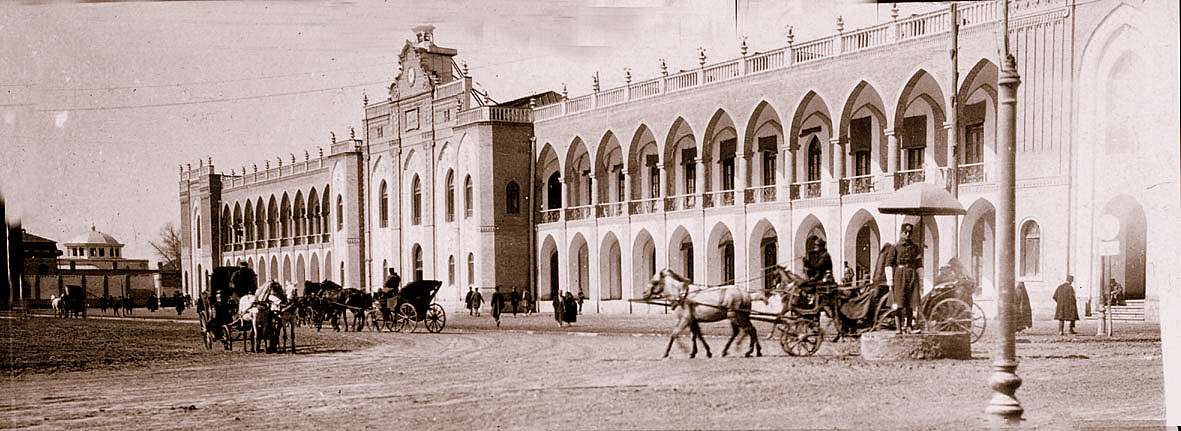
عمارت شهرداری در بخش شمالی میدان در دهه ۱۳۱۰
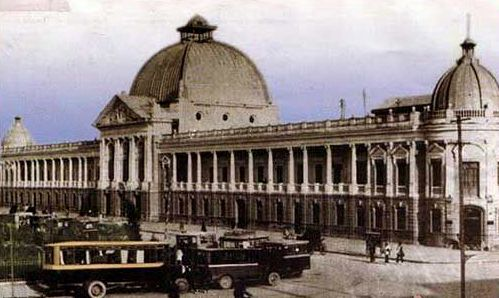
ساختمان تلگرافخانه در بخش جنوبی میدان در دهه ۱۳۳۰
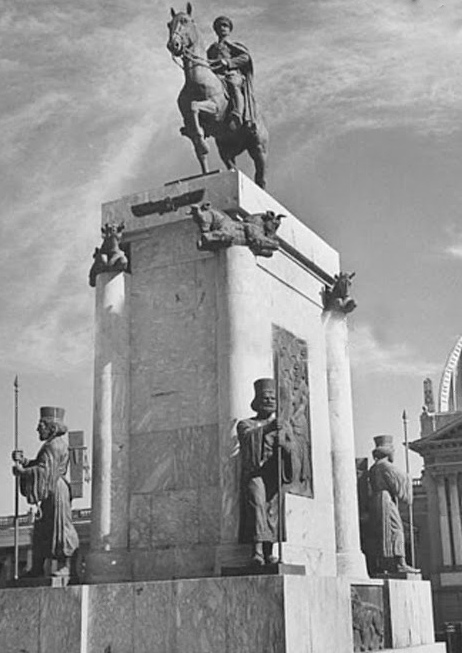
تندیس رضاشاه در میدان پیش از انقلاب
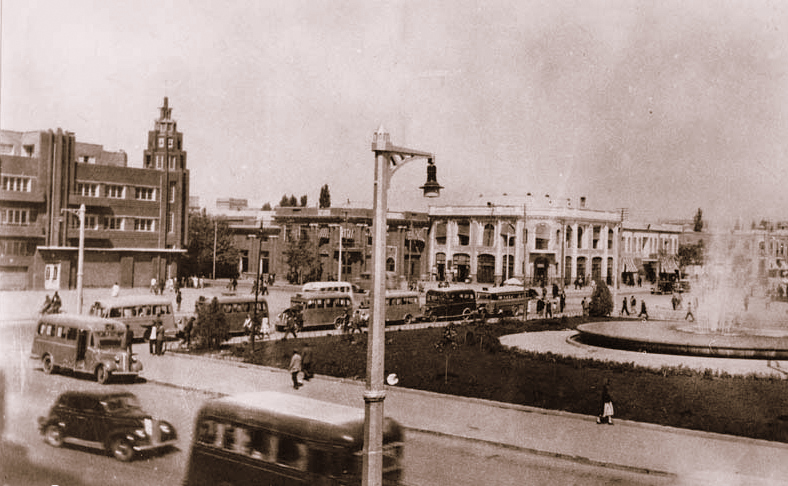
موزه صنعتی در بخش شمال غربی میدان
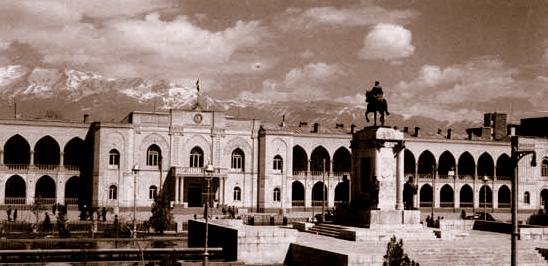
دومین نمای عمارت شهرداری پس از برداشتن تاج سر در ورودی و افزودن بالکن
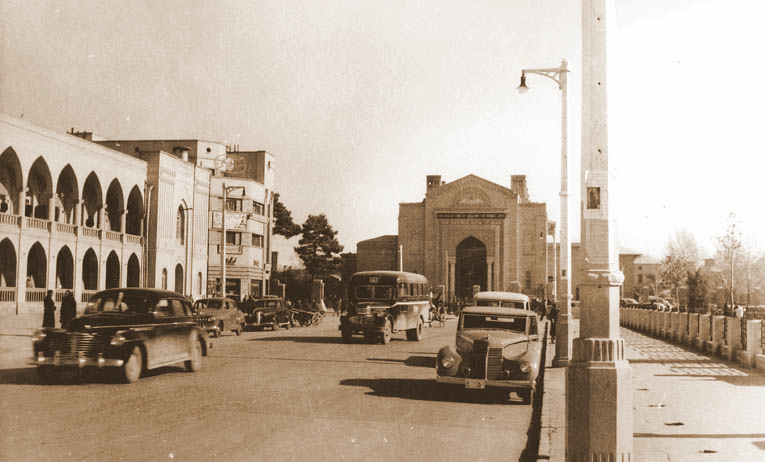
بانک شاهی و عمارت شهرداری
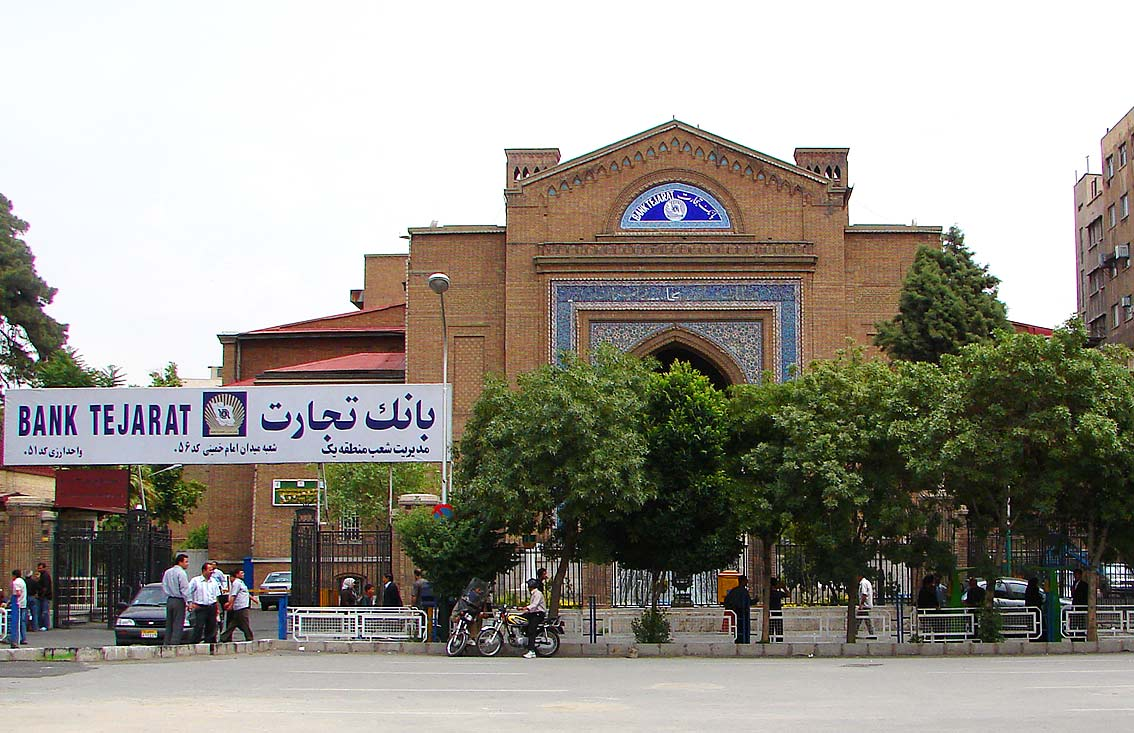
ساختمان بانک شاهی (شعبه بانک تجارت کنونی) در بخش شرقی میدان
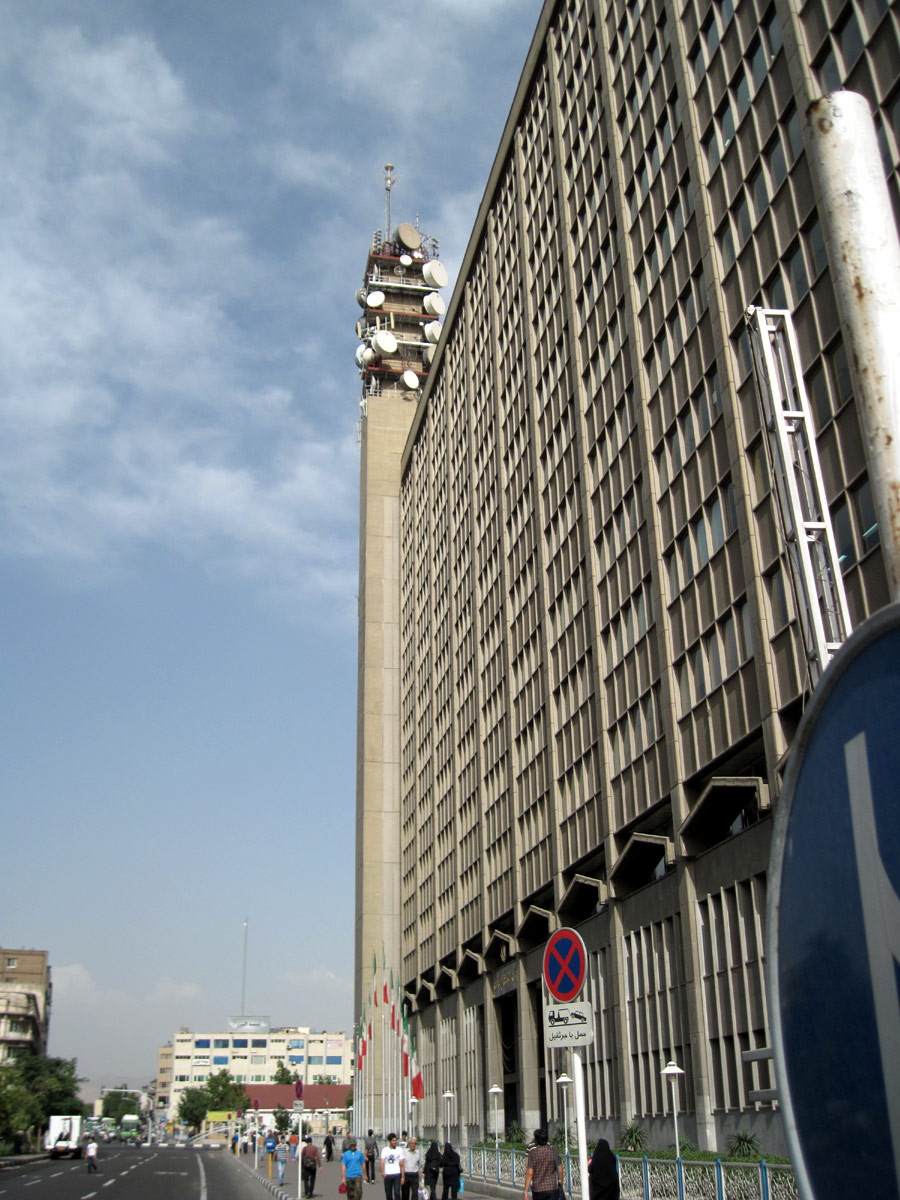
ساختمان مخابرات در بخش جنوبی میدان